# Кодекс Уешоцінко

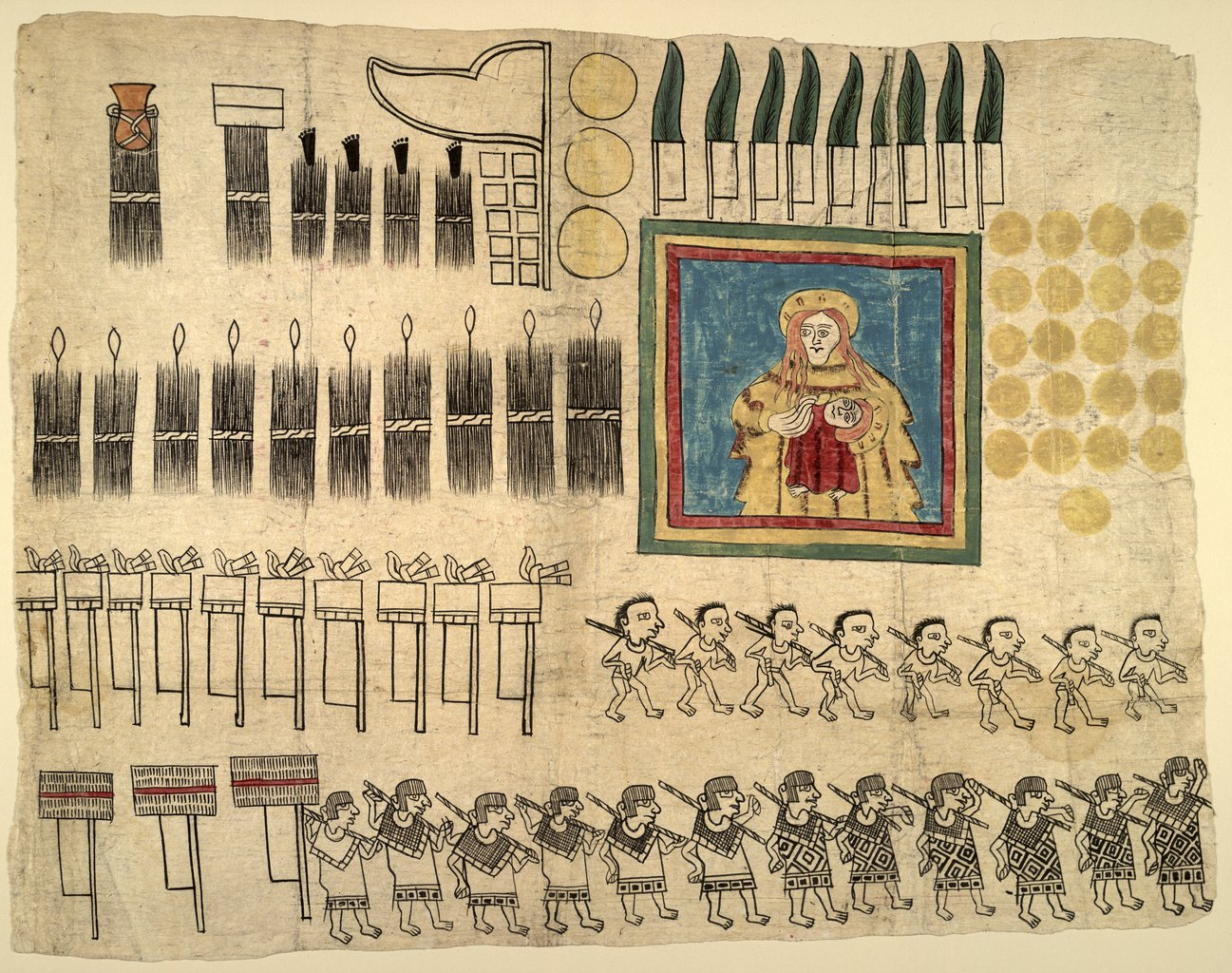
Кодекс Уешоцінко (уривок)

Кодекс Уешоцінко (Códice de Huexotzingo) — один з ацтекських кодексів, створених на мові науатль з піктографічними письменами. Створено близько 1531 року. Назву отримав на честь місто Уешоцінко. Натепер знаходиться у Бібліотеці Конгресу (Вашингтон, США).

## Історія
Є зверненням нащадків тлатоані Уешоцінко. Створено у 1531 році як частина доказів у справі голови Першої Аудієнсії (уряду) Нової Іспанії Нуньо де Гусмана, для представлення Ернану Кортесу та іспанському королю Карлу I. Про результати позову невідомо, проте у 1538 році більшу частину данини, яку Уешоцінко передало Гусману у 1529–1530 роках, повернуто індіанцям. До 1925 року належало герцогам Монтелеоне, нащадкам Е.Кортеса. Викуплено Едвардом Харкнессом.

## Опис
Створено на ацтекському папері аматль, на 8 аркушах. Відзначається переважно чорно-білими кольорами, інколи червоними.

## Зміст
Оповідається історію міста-держави Уешоцінко, що тривалий час боронило свою незалежність проти Ацтекської імперії, союз з Ернаном Кортесом та війни з ацтеками, що завершелися знищенням Теночтітлана. Йдеться також про перетворення Уешоцінко на енконьєду Е.Кортеса. Водночас викладається історія зловживань де Гусмана, збільшення податків на місто та колишню знать.